# 卡辛比尼亚斯
卡辛比尼亚斯（葡萄牙語：Cacimbinhas）是巴西阿拉戈斯州的一个市镇。总面积273.9平方公里，总人口8600人，人口密度31.4人/平方公里。